# Neoguraleus
Neoguraleus é um gênero de gastrópodes pertencente a família Mangeliidae.

## Espécies
- Neoguraleus amoenus (E. A. Smith, 1884)
- Neoguraleus benthicolus Powell, 1942
- †Neoguraleus deceptus Powell, 1942
- †Neoguraleus filiferus Darragh, 2017
- Neoguraleus finlayi Powell, 1942
- †Neoguraleus hautotaraensis Vella, 1954
- Neoguraleus huttoni (E. A. Smith, 1915)
- Neoguraleus interruptus Powell, 1942
- †Neoguraleus lineatus (Marwick, 1928)
- Neoguraleus lyallensis (Murdoch, 1905)
- Neoguraleus manukauensis Powell, 1942
- †Neoguraleus morgani (Marwick, 1924)
- Neoguraleus murdochi  (Finlay, 1924)
- †Neoguraleus ngatuturaensis (Bartrum & Powell, 1928)
- Neoguraleus nukumaruensis Powell, 1942
- Neoguraleus oruaensis Powell, 1942
- †Neoguraleus protensus (Hutton, 1885)
- Neoguraleus sandersonae (Bucknill, 1928)
- Neoguraleus sinclairi (Gillies, 1882)
- †Neoguraleus waihuaensis Powell, 1942

Taxon inquirendum
- Neoguraleus trizonata (E. A. Smith, 1882)

Espécies trazidas para a sinonímia
- Neoguraleus amoena [sic]: sinônimo de Neoguraleus amoenus (E. A. Smith, 1884)
- Neoguraleus benthicola [sic]: sinônimo de Neoguraleus benthicolus Powell, 1942
- Neoguraleus sinclairi (Smith, 1884): sinônimo de Neoguraleus finlayi Powell, 1942
- Neoguraleus tenebrosus Powell, 1926: sinônimo de Neoguraleus lyallensis (Murdoch, 1905)
- Neoguraleus whangaroaensis A.W.B. Powell, 1942: sinônimo de Neoguraleus sinclairi (T.B. Gillies, 1882)